# Smíšená skupina
Smíšená skupina (italsky Gruppo Misto, GM) je parlamentní skupina aktivní v obou komorách italského parlamentu; v Poslanecké sněmovně i v Senátu. Skupina standardně zahrnuje všechny poslance a senátory, kteří nejsou členy žádného jiného parlamentního klubu; zejména tedy zástupce malých či regionálních stran nebo nezávislé.
Členové Smíšené skupiny mohou vytvořit podskupiny, reflektující jejich politickou příslušnost. K vytvoření podskupiny jsou třeba alespoň tři poslanci; senátor stačí jeden.
Smíšené skupiny fungují i v některých regionálních parlamentech.

## Současné složení

### Poslanecká sněmovna[3]
Lídrem Smíšené skupiny v Poslanecké sněmovně je Manfred Schullian z Jihotyrolské lidové strany.
| Podskupina | Podskupina                          | Ideologie                | Poslanců | Postavení |
| ---------- | ----------------------------------- | ------------------------ | -------- | --------- |
|            | Alternativa                         | Populismus               | 16/630   | Opozice   |
|            | Akce–Více Evropy–Italští radikálové | Liberalismus             | 7/630    | Vláda     |
|            | MAIE–PSI                            | Centrismus               | 7/630    | Podpora   |
|            | Demokratický střed                  | Centrismus               | 6/630    | Vláda     |
|            | Zelená Evropa–Evropští zelení       | Zelená politika          | 5/630    | Opozice   |
|            | My s Itálií–USEI                    | Liberální konzervatismus | 5/630    | Vláda     |
|            | Jazykové menšiny (SVP–PATT)         | Regionalismus            | 4/630    | Podpora   |
|            | Moc lidu–Strana komunistické obnovy | Komunismus               | 4/630    | Opozice   |
|            | Nezařazení poslanci                 |                          | 14/630   |           |
| Celkem     | Celkem                              |                          | 67/630   |           |

### Senát republiky
Lídryní Smíšené skupiny v Senátu je Loredana De Petris za uskupení Svobodní a rovní.
| Podskupina | Podskupina          | Ideologie                | Senátorů | Postavení |
| ---------- | ------------------- | ------------------------ | -------- | --------- |
|            | Itálie středu       | Liberální konzervatismus | 9/315    | Podpora   |
|            | Svobodní a rovní    | Demokratický socialismus | 6/315    | Vláda     |
|            | Více Evropy–Akce    | Liberalismus             | 4/315    | Vláda     |
|            | Italexit            | Ostrý euroskepticismus   | 4/315    | Opozice   |
|            | MAIE                | Centrismus               | 1/315    | Podpora   |
|            | Moc lidu            | Komunismus               | 1/315    | Opozice   |
|            | Nezařazení poslanci |                          | 13/315   |           |
| Celkem     | Celkem              |                          | 38/315   |           |